# چیراخ
چیراخ (به لاتین: Çirax) یک منطقه مسکونی در جمهوری آذربایجان است که در شهرستان شابران واقع شده‌است.